# Geognosia

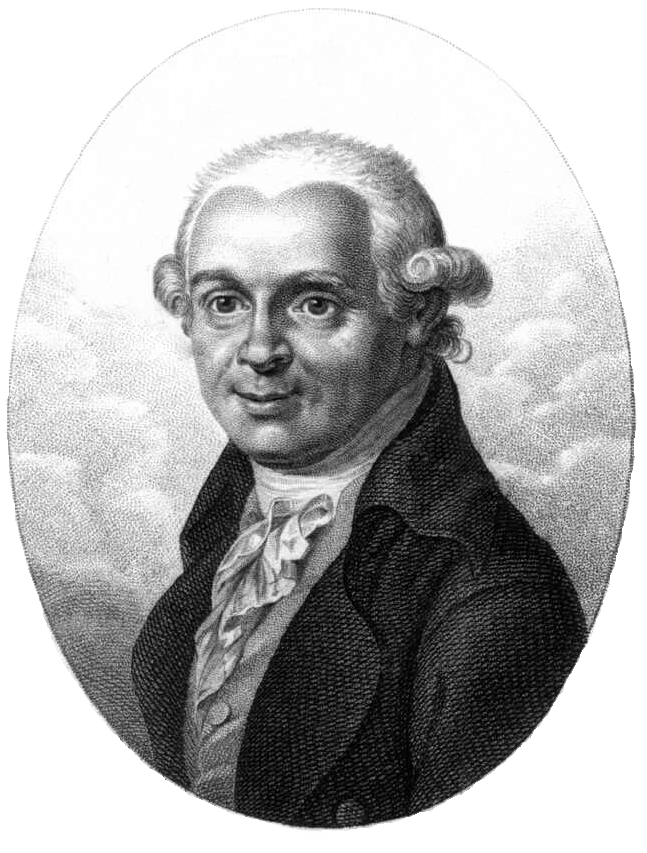
Abraham Gottlob Werner fue el primer naturalista en emplear la palabra geognosia.

Geognosia es un término en desuso que designa a la parte de la geología que estudia la estructura y composición de las rocas que forman la Tierra. El término fue definido por Abraham Gottlob Werner en el año 1776, para designar a:

la ciencia que estudiaba la distribución natural de los minerales en cada especie de rocas, las relaciones entre estas rocas, su distribución geográfica y su forma de yacer.
Abraham Gottlob Werner

Este término fue sustituido por geología, estratigrafía o historia geológica. Geognosia se continuó empleando en Alemania a principios del siglo XIX, mientras que en Inglaterra se empleaba el término geología. En algunas obras, como las escritas en España por Casiano del Prado y Guillermo Schulz, conviven las dos palabras, y geognosia no desaparece de la literatura científica hasta el siglo XX.